# KidsCo
KidsCo war ein Fernsehsender für Kinder, der im April 2007 von den Unternehmen Nelvana, Cookie Jar und Universal gegründet wurde. Der Hauptsitz von KidsCo befand sich in London. Die ersten KidsCo-Sender gingen am 7. September 2007 in Polen, Rumänien und der Türkei auf Sendung. Ein deutscher Ableger existierte ab dem 29. Oktober 2008. Ab 2011 gab es auch einen französischen KidsCo-Ableger. Weitere KidsCo-Sender waren u. a. in Italien und den USA geplant. Ab dem 30. Juni 2013 wurde die Ausstrahlung von AustriaSat eingestellt. Auch der deutsche Ableger wurde zum 31. Dezember 2013 eingestellt. Auch die anderen Ableger weltweit sind inzwischen eingestellt worden, die Senderwebsite ist nicht mehr erreichbar.

## Reichweite
KidsCo konnte über Kabel bei Unitymedia und Kabel BW empfangen werden. In Österreich war der Sender bei LIWEST im Angebot. Per Satellit war der Sender im deutschsprachigen Raum in Österreich über Austriasat zu empfangen, am 21. Mai 2013 gab der Pay-TV-Anbieter auf seiner Website jedoch bekannt, dass KidsCo am 30. Juni 2013 aus dem Programmangebot von AustriaSat genommen wird.
KidsCo war Pay-TV.

## Programm
KidsCo strahlte rund um die Uhr Kinderprogramm aus. Das Programm bestand großteils aus animierten Serien und Filmen. Neben Klassikern wie Danger Mouse, Dennis oder Super Mario Bros. waren auch Erstausstrahlungen und Eigenproduktionen im Programm. Beispielsweise sendete KidsCo bisher exklusiv den Cartoon The Beach Crew. Im September 2010 zeigte KidsCo in deutscher Erstausstrahlung die dritte Staffel von Captain N sowie die Serie Cyber-Jagd.
Zu den Eigenproduktionen des Senders gehörten Boo & Me oder Jazz’ Bastelstunde.
Im Abendprogramm liefen Cartoons und Realserien für ältere Kinder, beispielsweise Twist Total oder Die Enid Blyton Abenteuer.